# Hirokazu Hasegawa
Hirokazu Hasegawa (長谷川 博一 Hasegawa Hirokazu?, nacido el 20 de octubre de 1986 en Hiroshima, Hiroshima) es un exfutbolista japonés. Jugaba de centrocampista y su último club fue el Oita Trinita de Japón.

## Trayectoria

### Clubes
| Club         | País  | Año         |
| ------------ | ----- | ----------- |
| Sagan Tosu   | Japón | 2008 - 2010 |
| Oita Trinita | Japón | 2011        |

## Estadística de carrera

### J. League
| Club         | Año   | J. League | J. League | Copa J. League | Copa J. League | Total | Total |
| Club         | Año   | Part.     | Goles     | Part.          | Goles          | Part. | Goles |
| ------------ | ----- | --------- | --------- | -------------- | -------------- | ----- | ----- |
| Sagan Tosu   | 2008  | 1         | 0         | -              | -              | 1     | 0     |
| Sagan Tosu   | 2009  | 0         | 0         | -              | -              | 0     | 0     |
| Sagan Tosu   | 2010  | 16        | 1         | -              | -              | 16    | 1     |
| Oita Trinita | 2011  | 23        | 1         | -              | -              | 23    | 1     |
| Total        | Total | 40        | 2         | 0              | 0              | 40    | 2     |